# Janet Cooke
Janet Leslie Cooke, née le 23 juillet 1954, est une ancienne journaliste américaine. Elle a reçu un prix Pulitzer en 1981 pour un article écrit pour The Washington Post. On a découvert plus tard que l'histoire avait été fabriquée et Cooke a rendu le Pulitzer. Elle est la seule personne à ce jour à l'avoir fait après avoir admis qu'elle avait inventé des histoires. Le Pulitzer a plutôt été décerné à Teresa Carpenter, une candidate qui avait perdu contre Cooke.

## Biographie
Cooke a grandi dans une famille afro-américaine de la classe moyenne supérieure à Toledo, Ohio,. Cooke a fréquenté des écoles privées à prédominance blanche où elle ressentait une pression constante pour s'intégrer[réf. nécessaire]. Elle a subi ce qu'elle a appelé une éducation très stricte, elle a dit que le mensonge habituel est devenu un "mécanisme de survie" pour elle en tant qu'enfant,. Elle s'est inscrite au Vassar College avant d'être transférée à l'Université de Tolède, où elle a obtenu son bachelor. Cependant, Cooke affirmera plus tard qu'elle a obtenu son bachelor de Vassar et une maîtrise de l'Université de Tolède.
En 1977, Cooke a commencé à écrire pour The Toledo Blade. Deux ans plus tard, elle passe un entretien pour un poste au Washington Post et est embauchée. Elle a rejoint l'équipe de la section hebdomadaire du Washington Post sous la direction de Vivian Aplin-Brownlee en janvier 1980. Là-bas, elle a rapidement acquis une réputation de journaliste prolifique, rédigeant 52 articles au cours de ses huit premiers mois. Aplin-Brownlee remarqua plus tard que Cooke était également "dévoré par une ambition aveugle et brute".

## Scandale de "Jimmy's World"
Dans un article du 28 septembre 1980 du Post, intitulé "Jimmy's World", Cooke a décrit la vie supposée d'un héroïnomane de huit ans nommé Jimmy, qui serait un pseudonyme. Elle a écrit à propos des "marques d'aiguilles sur la peau douce comme un bébé de ses bras minces et bruns", et a affirmé avoir été témoin d'épisodes d'injection d'héroïne, les décrivant en détail graphique. L'article a suscité beaucoup d'empathie parmi les lecteurs, y compris Marion Barry, alors maire de Washington, D.C. Lui et d'autres responsables de la ville ont organisé une recherche policière du garçon, qui a échoué et a conduit à la spéculation que l'histoire était frauduleuse. Barry, sous une pression publique considérable, a déclaré de diverses manières que Jimmy avait suivi un traitement ou était décédé,. Barry a ensuite admis que la ville n'avait toujours aucune information sur les allées et venues de Jimmy et a suggéré que l'histoire était partiellement fictive, affirmant qu'il était peu probable que la mère ou le revendeur de Jimmy "permette à un journaliste de les voir se shooter", comme Cooke a prétendu l'avoir vu.
Bien que certains au sein du Post aient douté de la véracité de l'histoire, le journal l'a défendue et le rédacteur en chef adjoint Bob Woodward a soumis l'histoire pour le prix Pulitzer pour la rédaction d'articles de fond, que Cooke a reçu le 13 avril 1981. Un article de l'Associated Press sur les gagnants du Pulitzer présentait les biographies des lauréats, y compris le parcours scolaire inventés par Cooke. Lorsque les rédacteurs du Toledo Blade ont vu l'article, ils ont remarqué les incohérences et ont alerté l'AP qui, à son tour, a contacté le Post. Un examen plus approfondi de la biographie autodéclarée de Cooke a révélé des fabulations supplémentaires qu'elle avait ajoutées depuis son embauche au Post. Son CV initial affirmait qu'elle parlait couramment le français et l'espagnol, mais elle a ensuite ajouté le portugais et l'italien. Le rédacteur en chef Ben Bradlee a ensuite testé ses capacités linguistiques et a découvert qu'elle ne parlait ni portugais ni italien et seulement un français rudimentaire. En outre, elle a également ajouté qu'elle avait fréquenté l'Université de Paris et remporté sept prix pour son journalisme dans l'Ohio, au lieu d'un seul, comme elle l'avait indiqué précédemment.
Le 14 avril, Cooke a été confrontée à ces divergences par les rédacteurs du Post et a admis avoir fabriqué ses antécédents. Les éditeurs ont ensuite examiné ses notes et les entretiens enregistrés pour l'article. Ils n'ont trouvé aucune preuve qu'elle ait interviewé un enfant qui consommait de l'héroïne. Si Cooke a d'abord maintenu son reportage, elle a commencé à tergiverser au cours des heures suivantes, avant d'admettre finalement que "Jimmy" avait été inventé de toutes pièces. Le matin du 15 avril, Cooke a publié une déclaration dans laquelle elle avouait publiquement son erreur et annonçait sa démission du Post. Le prix Pulitzer de l'article de fond a été décerné à Teresa Carpenter, pour son article dans The Village Voice sur le meurtre de Dorothy Stratten.

À propos de "Jimmy's World", Woodward a déclaré :
Je l'ai cru, nous l'avons publié. Des questions officielles avaient été soulevées, mais nous avons soutenu l'histoire et la journaliste. Des questions internes avaient été soulevées, mais aucune sur ses autres travaux. Les rapports portaient sur le fait que l'histoire ne sonnait pas juste, qu'elle était basée sur des sources anonymes et surtout sur des mensonges présumés [concernant] sa vie personnelle [racontés par trois journalistes], deux qu'elle avait fréquentés et un qui se sentait en étroite concurrence avec elle. Je pense que la décision de nommer cet article pour un Pulitzer n'a que peu d'importance. Je pense également que le fait que l'article ait été récompensé n'a que peu d'importance. C'est une histoire brillante - fausse et frauduleuse, c'est tout. Il serait absurde que moi ou tout autre rédacteur en chef vérifie l'authenticité ou l'exactitude des articles nommés pour des prix.
Cooke est apparue dans The Phil Donahue Show en janvier 1982 et a déclaré que l'environnement sous haute pression du Post avait corrompu son jugement. Elle a déclaré que ses sources lui avaient fait allusion à l'existence d'un garçon comme Jimmy, mais que, incapable de le trouver, elle avait fini par créer une histoire à son sujet pour satisfaire ses rédacteurs en chef.
À la suite du scandale, les vérificateurs de faits du Post exigent la transmission avant publication de tous les documents, notes, enregistrements, brouillons et numéros de téléphone relatifs aux enquêtes de leurs journalistes : "Nous ne prenons rien pour argent comptant et nous recontacterons toutes les sources". Ben Bradlee qui dirige alors le journal donne sa démission qui est refusée par la propriétaire du journal.

## Après "Jimmy's World"
Cooke a ensuite épousé un avocat qui est ensuite devenu diplomate. Le couple a emménagé à Paris en 1985, y vivant pendant la décennie suivante,,. Cependant, leur mariage a finalement été dissous et Cooke a déclaré que le divorce l'avait laissée appauvrie. Elle est retournée aux États-Unis, subvenant à ses besoins grâce à des emplois à bas salaire et au soutien financier de sa mère,. En 1996, elle a accordé une interview sur l'épisode "Jimmy's World" au journaliste de GQ Mike Sager, un ancien collègue du Washington Post qu'elle avait brièvement fréquenté pendant son séjour au WP. Cooke et Sager ont vendu les droits cinématographiques de l'histoire à Tri-Star Pictures pour 1,6 million de dollars, mais le projet n'a jamais dépassé le stade du scénario,. En 2016, Sager a écrit dans le Columbia Journalism Review que Cooke « vit à l'intérieur des frontières des États-Unis continentaux, dans un cadre familial, et poursuit une carrière qui n'implique pas principalement l'écriture ».

## Voir également
- Mythomanie
- Jayson Blair, journaliste américain qui a fabriqué des histoires tout en travaillant pour The New York Times
- Sabrina Erdely, journaliste américaine connue pour son article discrédité sur Rolling Stone : "Un viol sur le campus".
- Stephen Glass, journaliste américain de The New Republic, qui a publié des articles inventés
- Scandale journalistique
- Jack Kelley (journaliste), reporter de USA Today et finaliste du prix Pulitzer en 2002, qui a fabriqué un nombre important d'articles falsifiés
- Claas Relotius, journaliste allemand connu pour avoir inventé plusieurs histoires écrites pour Der Spiegel
- Infox

## Lectures complémentaires
- Anderson, William, « Facts, Fiction, and the Fourth Estate: The 'Washington Post' and 'Jimmy's World' », The American Journal of Economics and Sociology, (Wiley-Blackwell (United States), vol. 63, no 5,‎ novembre 2004, p. 965–986 (DOI 10.1111/j.1536-7150.2004.00331.x, JSTOR 3488061)
- McGrath, E. 1981. "A Fraud in the Pulitzers". TIME (Canadian edition), April 27, 1981. Vol. 117, No. 17.
- Szasz, Thomas "The Protocols of the Learned Experts on Heroin", Libertarian Review, July 1981